# Wijken en buurten in Haaren
De Nederlandse gemeente Haaren is voor statistische doeleinden onderverdeeld in wijken en buurten. De gemeente is verdeeld in de volgende statistische wijken:
- Wijk 00 Haaren (CBS-wijkcode:078800)
- Wijk 01 Helvoirt (CBS-wijkcode:078801)
- Wijk 02 Esch (CBS-wijkcode:078802)
- Wijk 03 Biezenmortel (CBS-wijkcode:078803)

Een statistische wijk kan bestaan uit meerdere buurten. Onderstaande tabel geeft de buurtindeling met kentallen volgens het Centraal Bureau voor de Statistiek (2008):
| CBS-buurtcode | Buurtnaam                                    | Inwonertal | Opp. totaal (ha) | Opp. land (ha) | Ligging                |
| ------------- | -------------------------------------------- | ---------- | ---------------- | -------------- | ---------------------- |
| BU07880000    | Haaren                                       | 3770       | 189              | 189            | Locatie in de gemeente |
| BU07880001    | 't Eind                                      | 530        | 54               | 54             | Locatie in de gemeente |
| BU07880008    | Verspreide huizen in het Westen              | 450        | 596              | 580            | Locatie in de gemeente |
| BU07880009    | Verspreide huizen in het Oosten              | 800        | 1075             | 1067           | Locatie in de gemeente |
| BU07880100    | Helvoirt                                     | 3730       | 331              | 331            | Locatie in de gemeente |
| BU07880101    | Distelberg                                   | 280        | 129              | 129            | Locatie in de gemeente |
| BU07880107    | Verspreide huizen Helvoirtse Heide           | 210        | 1344             | 1335           | Locatie in de gemeente |
| BU07880108    | Verspreide huizen Brokkenbroek en Laar       | 110        | 252              | 251            | Locatie in de gemeente |
| BU07880109    | Verspreide huizen Gijzel Raam en Molenstraat | 270        | 465              | 465            | Locatie in de gemeente |
| BU07880200    | Esch                                         | 1860       | 84               | 83             | Locatie in de gemeente |
| BU07880209    | Verspreide huizen                            | 340        | 438              | 427            | Locatie in de gemeente |
| BU07880300    | Biezenmortel                                 | 660        | 36               | 36             | Locatie in de gemeente |
| BU07880301    | Huize Assisië                                | 10         | 52               | 44             | Locatie in de gemeente |
| BU07880309    | Verspreide huizen Biezenmortel               | 760        | 806              | 776            | Locatie in de gemeente |